# Hugo Sánchez
Hugo Sánchez Márquez (ur. 11 lipca 1958 w Meksyku) – meksykański trener piłkarski i piłkarz grający na pozycji napastnika. Wielokrotny reprezentant kraju. Z wykształcenia dentysta.

## Życiorys
Karierę zaczynał w Pumas UNAM, którego jest wychowankiem. Z klubem w 1976 zdobył mistrzostwo Meksyku, a dwa lata później został najlepszym strzelcem z dorobkiem 26 goli. W 1979 jesienią, zimą i wiosną Sánchez grał w UNAM Pumas, natomiast w lecie był napastnikiem amerykańskiego klubu San Diego Sockers.
Po pięciu udanych sezonach w Meksyku i zapisaniu na swoje konto 99 strzelonych goli Sánchez zmienił barwy klubowe i przeniósł się w 1981 do Hiszpanii, gdzie kontynuował karierę w Atlético Madryt. W roku 1985 przeszedł do Realu Madryt. Z tą drużyną pięć razy z rzędu zdobywał mistrzostwo kraju (1985/86 – 1989/90, poza tym w 1989 Puchar Króla, a w 1986 Puchar UEFA. Grając w Madrycie, Sánchez wychodził 283 razy na murawę i strzelił 207 bramek. W sezonie 1989–90 zdobył 38 goli, za co został nagrodzony „Złotym Butem” – nagrodą dla najlepszego strzelca w Europie.
Po tym fantastycznym okresie Sánchez grał w różnych klubach Hiszpanii, Austrii i USA. W 1996 wrócił do rodzinnego Meksyku. Karierę zakończył w Atlético Celaya. W 2004 Pelé wybrał go do listy FIFA 100. Znany jest ze swoich popularnych salt, którymi celebrował strzelonego gola.
Jego synem był Hugo Sánchez Portugal.

### Przebieg kariery trenerskiej
W latach 2000–2005 trenował meksykański Pumas UNAM, następnie zaliczył epizod w Club Necaxa. W 2006 został szkoleniowcem reprezentacji Meksyku. Dwa lata później zastąpił go Sven-Göran Eriksson. 23 grudnia 2008 został trenerem hiszpańskiego UD Almería, odwołany 20 grudnia 2009. 15 maja 2012 objął funkcję szkoleniowca drużyny CF Pachuca, z której został zwolniony 15 listopada tego samego roku.

## Osiągnięcia

### Zespołowe
UNAM
- Mistrzostwo Meksyku: 1976/1977, 1980/1981
- Puchar Mistrzów CONCACAF: 1980
- Copa Interamericana: 1980

Atlético Madryt
- Puchar Króla: 1984/1985

Real Madryt
- Mistrzostwo Hiszpanii: 1985/1986, 1986/1987, 1987/1988, 1988/1989, 1989/1990
- Puchar Króla: 1988/1989
- Superpuchar Hiszpanii: 1988, 1989, 1990
- Puchar UEFA: 1985/1986

Club América
- Puchar Mistrzów CONCACAF: 1992

Meksyk
- Igrzyska panamerykańskie: 1975
- Złoty Puchar CONCACAF: 1977
- 2. miejsce na Copa América: 1993

### Indywidualne
- Europejski Złoty But: 1990
- Król strzelców La Liga: 1984/1985, 1985/1986, 1986/1987, 1987/1988, 1989/1990